# تصوير الأبهر
تتضمن عملية تصوير الأبهر أو تصوير الوتين إدخال قسطرة في الأبهر وحقن مادة تباين أثناء تصوير الأبهر بالأشعة السينية. تُعرف هذه العملية باسم صورة/رسم الأبهر/الوتين. يمكن تشخيص تشريح الأبهر من خلال تصور رفرفة الأبهر وتدفق مادة التباين في كل من التجويف الحقيقي والتجويف الكاذب. يجب إدخال القسطرة من خلال الشريان الفخذي الأيمن، لأنه في حوالي ثلثي الحالات ينتشر تشريح الأبهر إلى الشريان الحرقفي المشترك الأيسر.
كان تصوير الأبهر يُعتبر في السابق الاختبار المعياري الذهبي لتشخيص تشريح الأبهر، بحساسية تصل إلى 80% وخصوصية تبلغ حوالي 94%. وهو ضعيف بشكل خاص في تشخيص الحالات التي يكون فيها التشريح بسبب نزيف داخل الأبهر دون أي تمزق داخلي.
تتمثل ميزة تصوير الأبهر في تشخيص تشريح الأبهر في أنه يمكنه تحديد مدى إصابة الأبهر والأوعية الفرعية ويمكنه تشخيص قصور الأبهر. تتمثل عيوب تصوير الأبهر في أنه إجراء جراحي ويتطلب استخدام مادة التباين اليودية.
تم استبدال تصوير الأبهر إلى حد كبير بأدوات التشخيص مثل التصوير بالرنين المغناطيسي والتصوير المقطعي المحوسب وتخطيط صدى القلب عبر المريء (TEE) والتي تتمتع جميعها بحساسية عالية. يُفضل تصوير الأبهر عبر المريء في حالات الطوارئ، لأنه غير جراحي نسبيًا وإجراء سريع (أكثر من التصوير بالرنين المغناطيسي، والذي يمكن أن يستغرق ساعات).
قد يكشف تصوير الشريان الأورطي عن مشاكل محتملة مثل:
أمراض القلب الخلقية لدى البالغين
تمدد الأوعية الدموية في البطن
تشريح الأبهر (التمزق)
تضيق الصمام الأورطي (فتحة الصمام الأورطي الضيقة)
التهاب الشريان الأورطي، مثل التهاب الشرايين تاكاياسو
تضيق أو انسداد الشرايين القريبة من الشريان الأورطي
تضيق الشريان الكلوي (تضيق الشرايين المؤدية إلى الكلى)